# أوا ماري كول سيك
أوا ماري كولي سيك (بالفرنسية: Awa Marie Coll Seck) من مواليد 1951 في داكار، السنغال، وهي المديرة التنفيذية السابقة لشراكة دحر الملاريا (RBM) وعضوة في مجلس الإدارة في برنامج التكنولوجيا الملائمة في الصحة (PATH) ومشروع الأدوية لمكافحة الملاريا (MMV) وعضوة في اتحاد مبتكر لمكافحة ناقلات الأمراض (IVCC).

## تعليمها
بعد حصولها على درجة في الطب عام 1978 من جامعة داكار، عملت كولي سيك لمدة تقرب من العشرين عامًا كمتخصصة في الأمراض المعدية في المستشفيات الرائدة في داكار والسنغال وليون بفرنسا. في عام 1989، تم تعيينها أستاذة للطب والأمراض المعدية في جامعة داكار ورئيس قسم الأمراض المعدية في مستشفى جامعة داكار.
ألفت كول سيك أكثر من 150 منشور علمي حول مواضيع متنوعة (بما في ذلك الملاريا والحصبة والتهاب السحايا والكزاز والتيفوئيد والسل وفيروس نقص المناعة البشرية / الإيدز والأمراض القلبية الوعائية)، وهي عضوة في أكثر من 20 جمعية ومنظمة مهنية.

## عملها
من 2001 إلى 2003 ومرة أخرى من عام 2012- (أغسطس) إلى 2017، عملت كول سيك كوزيرة للصحة في جمهورية السنغال. وبصفتها وزيرة للصحة، شرعت في إصلاح واسع النطاق لقطاع الصحة في السنغال وشغلت مجموعة واسعة من الحكومات والمجتمع المدني وشركاء القطاع الخاص في تنفيذ وتوسيع برامج الصحة العامة. كما اعترفت بالصحة كمفتاح للتنمية الاقتصادية والاجتماعية، ونجحت في حشد الموارد المالية على الصعيد المحلي ومن المانحين الدوليين الثنائيين والمتعددي الأطراف.
من 1996 إلى 2001، عملت كول سيك كمديرة لبرنامج الأمم المتحدة المشترك لفيروس نقص المناعة البشرية / الإيدز (UNAIDS) في جنيف، سويسرا. استفادت من مهاراتها وخبراتها في صياغة السياسات والبحث العلمي، وقادت قسم السياسات والإستراتيجية والأبحاث، وهو أكبر قسم في برنامج الأمم المتحدة المشترك لفيروس نقص المناعة البشرية/الإيدز الذي يتألف من مجموعة متنوعة من الأطباء والممرضين والباحثين وغيرهم من الخبراء الدوليين في مجال السياسة العامة. قامت بتوجيه مساعدات الحكومات والمجتمع المدني في تصعيد استجاباتهم الوطنية والمجتمعية للوباء العالمي ضد الإيدز. عُينت آوا ماري كول سيك لاحقاً مديرة لإدارة الدعم القطري والإقليمي لبرنامج الأمم المتحدة المشترك المعني بفيروس نقص المناعة البشرية / الإيدز، حيث قامت بتنسيق وتعبئة استجابة منظومة الأمم المتحدة للوباء مع الإشراف على موظفي برنامج الأمم المتحدة المشترك المعني بفيروس نقص المناعة البشرية / الإيدز للعاملين في أربعة مكاتب إقليمية وفي المكاتب القطرية في جميع أنحاء أفريقيا وآسيا. وأوروبا الشرقية والوسطى وأمريكا اللاتينية ومنطقة البحر الكاريبي. كما عملت كمفوضة في لجنة الأمين العام للأمم المتحدة المعنية بفيروس نقص المناعة البشرية / الإيدز والحوكمة في أفريقيا.
في يناير 2016، تم تعيين كول سيك من قبل الأمين العام للأمم المتحدة بان كي مون في المجموعة الاستشارية رفيعة المستوى للمرأة والطفل. ومنذ يناير 2016، عملت أيضًا في لجنة غوتماشر ذا لانسيت للصحة والحقوق الجنسية والإنجابية (SRHR).

## الأوسمة
حصلت كول سيك على الألقاب المهنية والأكاديمية التالية:
- وسام الاستحقاق من الجمهورية الفرنسية
- وسام الاستحقاق السنغالي ووسام الاستحقاق في بوركينا فاسو

وقد تم انتخابها كرئيسة للجنة جمعية الصحة العالمية لعام 2002 ورئيسة لجمعية وزارات الصحة في غرب أفريقيا. وهي حالياً عضو في أكاديمية العلوم والتكنولوجيا في السنغال.

## وصلات خارجية
- Roll Back Malaria (RBM) Partnership
- Short career biography at PATH's website